# Louis Vuitton Cup 1995
Der 4. Louis Vuitton Cup fand 1995 in San Diego, Kalifornien (USA) statt. Der Sieger, Team New Zealand (NZL), gewann das Recht als Herausforderer (challenger) im 28. America’s Cup des Jahres 1995 gegen den Verteidiger (defender) Young America (USA) anzutreten.

## Die Segel-Teams
| Nation     | Segel-Team           | Segel-Club                         | Skipper                   | Yacht           |
| ---------- | -------------------- | ---------------------------------- | ------------------------- | --------------- |
| Neuseeland | Team New Zealand     | Royal New Zealand Yacht Squadron   | Russell Coutts            | NZL-32          |
| Australien | One Australia        | Southern Cross Yacht Club          | John Bertrand             | AUS-31 & AUS-35 |
| Australien | Australian Challenge | Cruising Yacht Club of Australia   | Syd Fischer               | AUS-29          |
| Spanien    | Spanish Challenge    | Monte Real Club de Yates de Bayona | Pedro Campos Calvo-Sotelo | ESP-42          |
| Frankreich | France America 95    | Yacht Club de Séte                 | Marc Pajot                | FRA-33 & FRA-37 |
| Japan      | Nippon Challenge     | Nippon Yacht Club                  | Makoto Namba              | JAP-30 & JAP-41 |
| Neuseeland | Tag Heuer Challenge  | Tutukaka South Pacific Yacht Club  | Chris Dickson             | NZL-39          |

## Round Robin (RR)
| Team-Name           | Wettfahrten | Siege | RR1 Punkte | RR2 Punkte | RR3 Punkte | RR4 Punkte | Gesamtpunkte | Rangfolge |
| ------------------- | ----------- | ----- | ---------- | ---------- | ---------- | ---------- | ------------ | --------- |
| Team New Zealand    | 24          | 23    | 6          | 10         | 24         | 30         | 70           | 1         |
| One Australia       | 24          | 17    | 3          | 10         | 20         | 20         | 53           | 2         |
| Tag Heuer Challenge | 24          | 17    | 5          | 8          | 16         | 20         | 49           | 3         |
| Nippon Challenge    | 24          | 11    | 4          | 6          | 8          | 10         | 28           | 4         |
| France America '95  | 24          | 8     | 1          | 6          | 8          | 10         | 25           | 5         |
| Spanish Challenge   | 24          | 3     | 0          | 0          | 4          | 10         | 14           | 6         |
| Australia Challenge | 24          | 5     | 2          | 2          | 4          | 5          | 13           | 7         |

## Final-Regatten

### Halbfinale
| Team-Name           | Wettfahrten | Siege | Rangfolge |
| ------------------- | ----------- | ----- | --------- |
| Team New Zealand    | 11          | 9     | 1         |
| One Australia       | 11          | 7     | 2         |
| Tag Heuer Challenge | 11          | 6     | 3         |
| Nippon Challenge    | 11          | 0     | 4         |

### Finale
| Team Name        | 1        | 2        | 3        | 4        | 5        | 6        | 7 | 8 | 9 | Gesamtpunktzahl |
| ---------------- | -------- | -------- | -------- | -------- | -------- | -------- | - | - | - | --------------- |
| Team New Zealand | S (4:55) | S (1:57) | S (2:26) | N        | S (3:04) | S (2:13) | - | - | - | 5               |
| One Australia    | N        | N        | N        | S (0:15) | N        | N        | - | - | - | 1               |

S = Sieg, N = Niederlage